# Lucio Moreno Quintana
Lucio Manuel Moreno Quintana (París, 31 de agosto de 1898 - Buenos Aires, 28 de diciembre de 1979) fue un jurista y diplomático argentino. Fue miembro de la Corte Permanente de Arbitraje y fue juez de la Corte Internacional de Justicia (CIJ). Fue el primer juez argentino en la historia de la CIJ y, al día de la fecha, uno de los únicos dos jueces argentinos en la historia del tribunal.

## Biografía
Nació en París, hijo de un oficial de la Armada Argentina y diplomático que integraba la legación argentina en Francia. Su abuelo materno fue Manuel Quintana, quien se desempeñó como presidente de Argentina desde octubre de 1904 hasta su muerte en marzo de 1906.
Completó su doctorado en derecho en 1919 en la Universidad de Buenos Aires, donde fue profesor en la Facultad de Derecho y Ciencias Sociales y la Facultad de Ciencias Económicas, realizando también dicha labor en colegios nacionales. Dirigió el Instituto de Derecho Internacional y de la Escuela de Diplomacia de la Facultad de Derecho y fue vicedecano.
Entre el 4 de septiembre de 1922 y el 13 de marzo de 1923, fue subsecretario de Relaciones Exteriores en el Ministerio de Relaciones Exteriores y Culto (bajo los cancilleres Honorio Pueyrredón y Ángel Gallardo), volviendo a ocupar dicho cargo del 13 de septiembre de 1945 al 4 de junio de 1946 (bajo el canciller Juan Isaac Cooke).
Entre 1924 y 1925 fue fiscal en lo Civil y Comercial de ciudad de La Plata, y desde ese último año hasta 1930 fue juez en lo Civil y Comercial de la misma ciudad.
En lo referente a la actividad partidaria, adhirió a la Unión Cívica Radical, integrando algunos subcomités y comités, adhiriendo posteriormente al peronismo.
Entre 1945 y 1946 tuvo el rango de embajador extraordinario y plenipotenciario. En enero de 1946 encabezó la delegación argentina en la primera Asamblea General de las Naciones Unidas, siendo secundado por Felipe A. Espil y acompañado por Adolfo S. Scilingo, Santos Muñoz y Ricardo J. Siri. En abril del mismo año también encabezó la delegación argentina en la última reunión de la Sociedad de las Naciones en Ginebra.
Desde 1945 perteneció a la Corte Permanente de Arbitraje, integrando el grupo de juristas argentinos. De 1955 a 1964 trabajó durante un período regular de nueve años como juez en la Corte Internacional de Justicia en La Haya. Fue el primer juez argentino en integrar la Corte. En 1973, José María Ruda se convirtió en el segundo argentino en integrar la Corte.

## Obras (selección)
- 1950: Derecho internacional público: Sistema Nacional de Derecho y Política Internacional, como coautor, Buenos Aires
- 1952: Derecho de Asilo, Buenos Aires
- 1955: Elementos de política internacional, Buenos Aires